# De Herenclub
De Herenclub is een voormalige Amsterdamse vriendenclub van schrijvers, kunstenaars en intellectuelen rond 1980 opgericht door Harry Mulisch en Hans van Mierlo na de teloorgang van de besloten sociëteit De Kring.
Deze besloten vriendenclub kwam wekelijks bijeen om met elkaar van gedachten te wisselen, veelal in het Amsterdamse etablissement Le Garage van Joop Braakhekke. Harry Mulisch fungeerde negentien jaar als voorzitter.
In 1985 vervaardigde Kik Zeiler al eens een schilderij van De Herenclub, dat voor de nodige ophef zorgde, en in 1997 schreef Max Pam een gelijknamig boek over deze club.

## De Herenclub(1995)
De Herenclub is een schilderij uit 1995 van Marike Bok met portretten van de leden van een voormalige vriendenclub.
De geportretteerde heren zijn, staand van links naar rechts: Jan Posch (notaris), Julius Roos (internist), Adriaan van Dis (schrijver), Coen Stork (oud-ambassadeur), W.L. Brugsma (publicist), Gerrit Komrij (schrijver), André Spoor (hoofdredacteur NRC Handelsblad), G.L. van Lennep (columnist en directeur), Jeroen Henneman (beeldend kunstenaar); zittend van links naar rechts: Marcel van Dam (Vara-voorzitter), Harry Mulisch (schrijver), Martin Veltman (dichter en reclameman), Cees Nooteboom (schrijver), Hans van Mierlo (oprichter D66 en minister van Buitenlandse Zaken), Henk Hofland (journalist en schrijver) en Reinbert de Leeuw (componist, dirigent en pianist).
Zij poseerden in het zolderatelier van Marike Bok, gelegen naast Hotel des Indes in Den Haag.
Dit groepsportret gaat terug op de traditie van de 17e-eeuwse groepsportretten, zij het dat hier duidelijk sprake is van een samenstel van los van elkaar geschilderde portretten, waarvoor steeds per persoon geposeerd is.
Het sluit aan bij de eeuwenoude traditie om van mannen uit de gegoede burgerij grote groepsportretten te maken. Marike Bok wilde er een soort moderne variant van De Nachtwacht of De Staalmeesters van maken.

### Opzet
Het bleek niet eenvoudig om een groot aantal portretten op een doek samen te brengen. De grootste zorg betrof de compositie. Belangrijk was om de heren zo te rangschikken dat het er niet als een stijf mannenkoor zou uitzien. Marike Bok wilde dat het schilderij eruitzag alsof je een moment tussen vrienden verstoort.
Bok koos voor een roestbruine achtergrond en portretteerde de heren impressionistisch in deels vage verfstreken. Met licht – en donker effecten, geschilderd met breed penseel, zette Marike Bok een intieme sfeer neer.
Op 11 december 1995 werd het schilderij van 2 bij 3 meter vervoerd naar het Amstel Hotel in Amsterdam. Daar werd het als eerbetoon aan Martin Veltman gepresenteerd aan zijn vrouw, de actrice Petra Veltman-Laseur, en aan de leden van ‘De Herenclub’, voordat het voor het publiek te zien zou zijn in het Amsterdams Historisch Museum.
Tien jaar eerder, in 1985, maakte Kik Zeiler een kleiner schilderij (134 × 174 cm) in een karikaturistische stijl van de Herenclub, met grotendeels andere leden. Dit schilderij werd echter naar foto's geschilderd en niet naar levend poseren en waarneming zoals de herenclub van Marike Bok. Het werk van Marike Bok werd vaak vergeleken met dat van Frans Hals of Diego Velázquez. Marike heeft altijd naar de waarneming geschilderd en nooit gebruik gemaakt van fotografie met het schilderen van haar portretten.